# Шурка

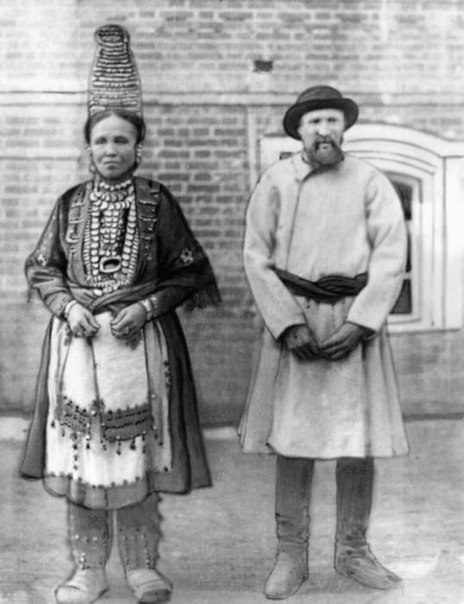
Марийцы в традиционных костюмах. Слева — женщина в головном уборе шурка. 1909 год

Шурка́ (луговомар. шурка; от шур — «рог») — старинный марийский головной убор замужних женщин. Ранее был широко распространён у всех групп марийцев.
Высокий каркасный головной убор долгое время считался наиболее древним из всех, бытовавших у марийцев. Современные археологи (Т. Б. Никитина), исследующие древнемарийские могильники, отмечают бытование высокого твёрдого убора у марийцев только с XVII века. Предполагается, что марийская шурка — это заимствованный у удмуртов айшон, так как наиболее древние найденные в погребениях эти высокие головные уборы марийцев не отличаются от удмуртских. Также шурка фигурирует в первом письменном упоминании марийской традиционной одежды, оставленном С. Герберштейном в 1-й пол. XVI века:
«Когда я спросил их, как они в столь высоких (уборах) пробираются между деревьев и кустарников, что им приходится делать часто, они отвечали: „А как проходит олень, у которого (рога) на голове ещё выше?“»
Описание этого убора оставил также А. Олеарий (1636) во время своего путешествия по Волге. Предполагается, что шурка, как и остальные высокие женские головные уборы волжских и пермских финнов, были заимствованы у скифов. Поздней формой шурки следует считать остроконечный головной убор на твёрдой каркасной основе — шимакш. В настоящее время древнейшим женским головным убором марийцев считается нашмак (баз соединения с шарпаном).
В основе шурки берестяной или кожаный остов высотой до 40 см, обтянутый тканью с длинной холщовой лопастью сзади, которая прикреплялась к поясу.